# 과천시정보과학도서관
과천시정보과학도서관(果川市情報科學圖書館)은 2002년 5월 16일에 개관한 대한민국 경기도 과천시 소재의 과학 도서관이다.

## 이용 안내
휴관일
- 매주 금요일
- 국경일 및 법정공휴일 (단, 일요일이 국경일 등의 공휴일과 겹치는 날은 휴관)
- 개관기념일 (5월 16일)
- 기타 휴관이 필요하다고 관장이 지정한 날
- 임시 휴관일 : 장서정리 · 점검 및 도서관 사정으로 관장이 필요하다고 인정되는 경우 시장의 승인을 얻어 휴관